# Безщитник жіночий
Безщитник жіночий, жіноча папороть (Athyrium filix-femina) — вид папоротей родини безщитникові (Athyriaceae). Це декоративна та лікарська рослина.

## Опис
Це велика багаторічна трав'яниста рослина 30–150 см заввишки, з коротким потовщеним, майже прямостоячим, кореневищем і товстими чорними коренями. Листки з лускатими, жовтувато-зеленими або червонястими черешкам зібрані в пучок. Залежно від умов зростання листки можуть мати різний розмір — звичайно середньої величини або великі (30–70 см завдовжки), рідше маленькі. Листкова пластинка двічі-тричі перисто-розсічена. Листок безщитника жіночого досить розрізаний, ажурний, з вузькими перами першого та другого порядку. Пластинка листка ніжна, трав'яниста, світло-зелена, за обрисами ланцетна або еліптична. Листки двічі-тричі перистоскладні, з перистороздільними або перисторозсіченими часточками списоподібної форми. Пір'їн першого порядку 20–35 пар. Вони лінійно-ланцетні, загострені, сидячі й самі перистороздільні або перисто-розсічені, із рубчастими частками або сегментами. Соруси спорангіїв утворюються на нижньому боці листка, прикриті ниркоподібним або зігнуто-серпоподібним індузієм. Довгасті або овальні соруси прикріплені по краю бічних жилок часточок листка, укриті покривалом.

## Життєвий цикл
Спори дозрівають у середині літа.

## Поширення та середовище існування
Зустрічається у тінистих мішаних та хвойних лісах і чагарниках по всій території України. Характерний для лісової зони Євразії та Північної Америки. Рідкісний, красивий вид папороті. Дуже схожа на щитник чоловічий, але набагато ніжніша, з більш ажурними листочками. Зустрічається по тінистих сирих місцях, по ярах, лісових торфовищах, серед чагарників у рівнинних і гірських лісах і на високогір'ях.

## Практичне використання
Цінна лікарська рослина.